# Sampo (1960)
Sampo – fiński lodołamacz, wybudowany w Helsinkach w 1960 roku. Pełnił aktywną służbę od 1961 do 1987 roku. Obecnie cumuje w Kemi, gdzie stanowi atrakcję turystyczną.
Sampo został wybudowany i wszedł do służby w miejsce innego lodołamacza o tym samym imieniu, pełniącego służbę od 1898 roku. Pełnił służbę na wodach Zatoki Botnickiej oraz Zatoki Fińskiej przez ponad 25 lat, jednak z czasem okazał się być zbyt wąski, by tworzyć szlak żeglowny dla najnowszych jednostek handlowych. Po wyjściu ze służby najprawdopodobniej planowano jego zezłomowanie, jednak miasto Kemi zakupiło statek za milion marek. Obecnie służy za atrakcję turystyczną, oferując rejsy po zamarzniętym Bałtyku.
Długość statku wynosi 75 m, zaś szerokość 17,4 m. Waży 3540 ton.